# Zillis-Reischen
Zillis-Reischen est une commune suisse du canton des Grisons, située dans la région de Viamala.

## Histoire
La commune a été créée en 1865, par la fusion de Zillis et de Reischen.

## Géographie
Zillis-Reischen est située à trois kilomètres de la Via mala, célèbre gorge formée par le Rhin qui est ici un torrent de montagne.

## Démographie
| Année | Population |
| ----- | ---------- |
| 1850  | 392        |
| 1900  | 263        |
| 1950  | 276        |
| 1960  | 315        |
| 1970  | 318        |
| 1980  | 252        |
| 1990  | 312        |
| 2000  | 330        |

La grande majorité (près de 80 %) de la population parle allemand, et 13 % parle le romanche.

## Lieux et monuments

### Église Saint-Martin
L'église Saint-Martin est une église romane du XIIe siècle, elle est célèbre par son plafond peint sur bois qui est composé de 153 panneaux racontant la vie du Saint et celle de Jésus avant la crucifixion.

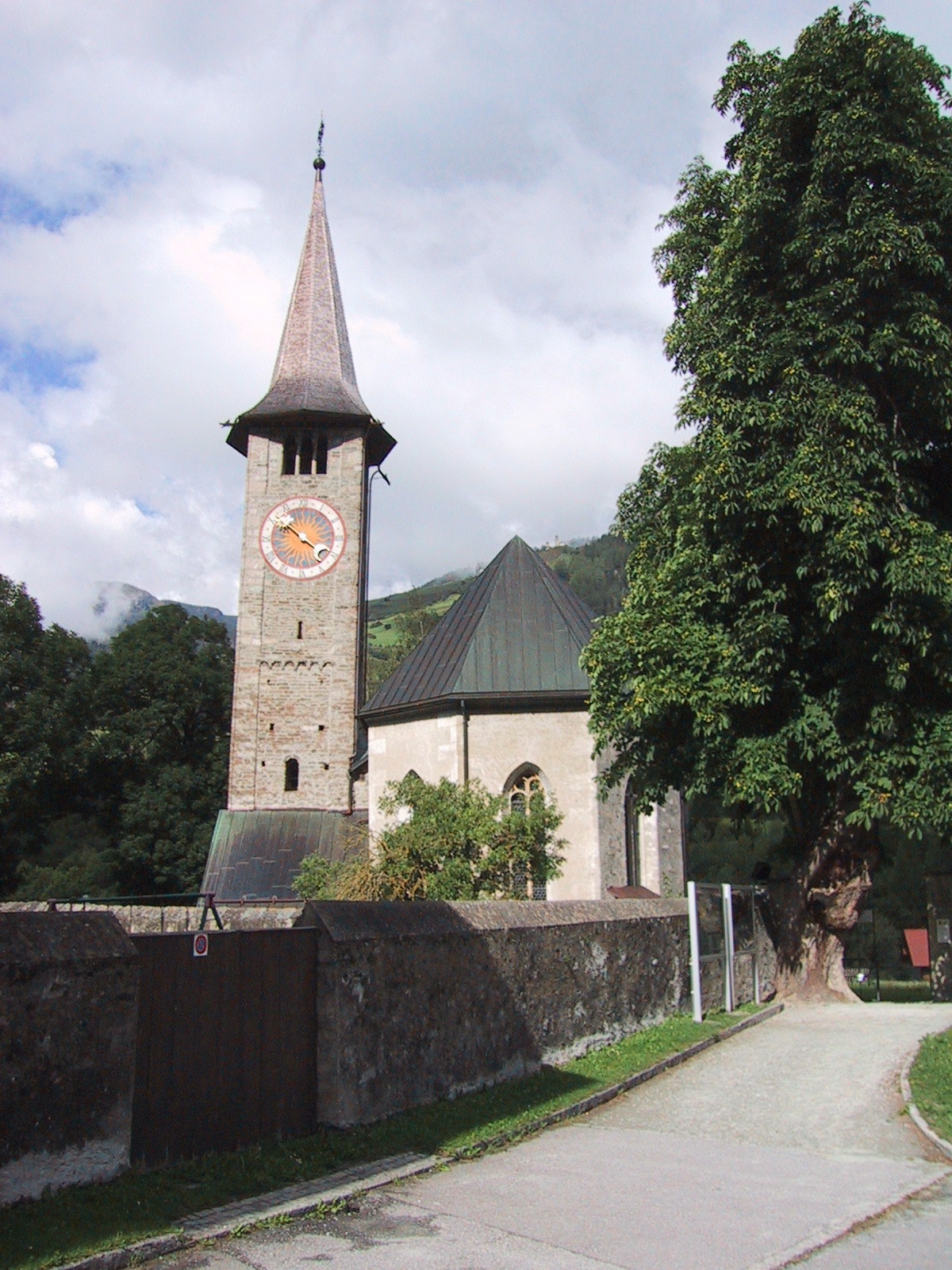
L'église Saint-Martin.
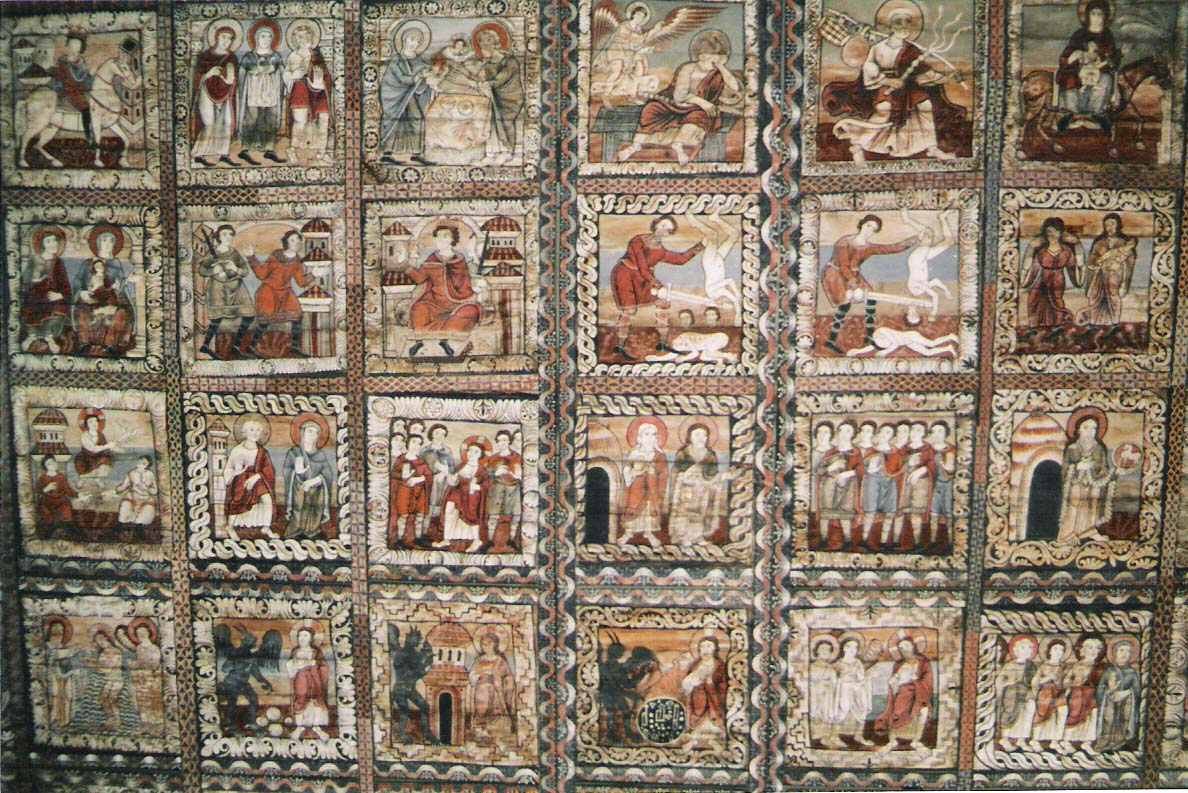
Le plafond peint de l'église.
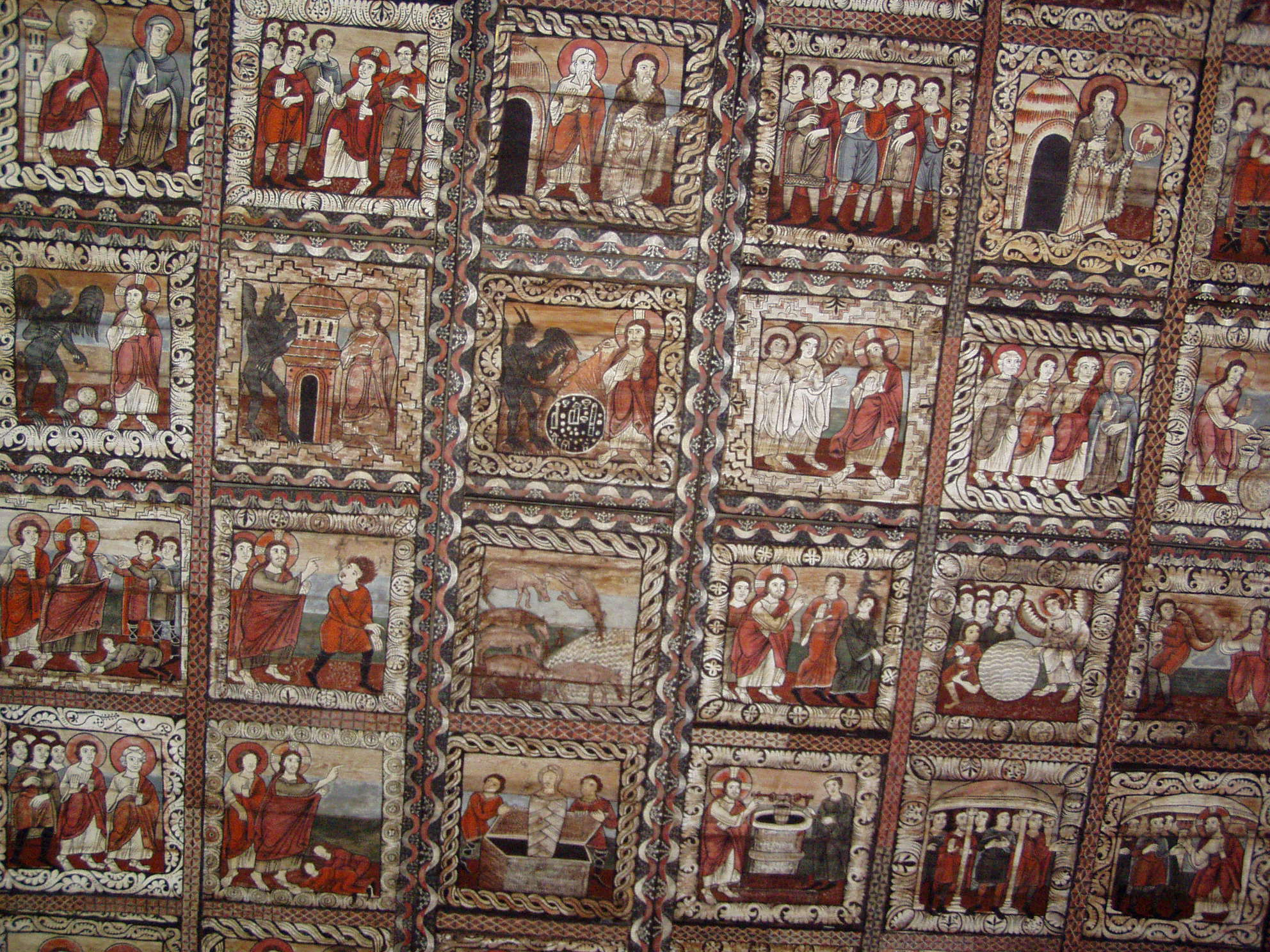
Le plafond peint de l'église.
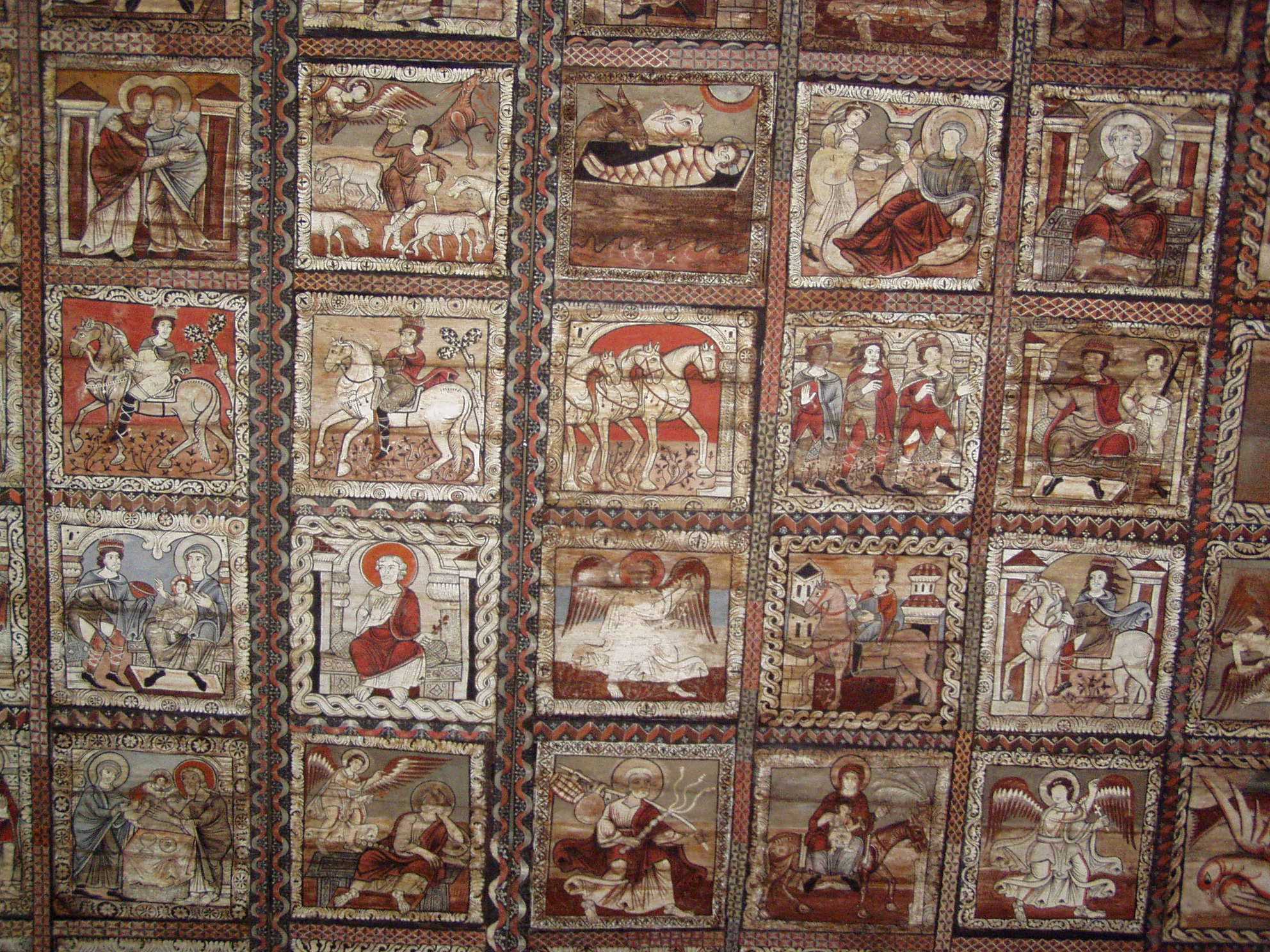
Le plafond peint de l'église.